# Varvara Lepchenko
Varvara Lepchenko (ros.: Варвара Петровна Лепченко, Warwara Pietrowna Lepczenko, ukr.: Варвара Петрівна Лепченко, Warwara Petriwna Łepczenko; ur. 21 maja 1986 w Taszkencie) – amerykańska tenisistka pochodzenia ukraińskiego, do 2007 w narodowych barwach Uzbekistanu. Status profesjonalny posiada od 2001. Zawodniczka leworęczna z oburęcznym backhandem.
W 2022 roku została zdyskwalifikowana na cztery lata, z rozpoczęciem upływu kary datowanym na 19 sierpnia 2021 roku, za stosowanie dopingu. Na początku 2023 roku dyskwalifikacja została skrócona do 21 miesięcy.

## Kariera tenisowa

### 2000-2005
Od 2000 roku Lepchenko startowała w rozgrywkach Międzynarodowej Federacji Tenisowej i próbowała swoich sił w eliminacjach do narodowej imprezy w Taszkencie. Turniejowy debiut w gronie profesjonalistek zaliczyła dopiero w sezonie 2005, kiedy to jako szczęśliwa przegrana dostała się do głównej imprezy w Los Angeles. W pierwszym zawodowym meczu wygrała z Galiną Woskobojewą 6:1, 7:6. W trzeciej rundzie przegrała z Francescą Schiavone.

### 2006
Rok 2006 Lepchenko rozpoczęła od kwalifikacji w Gold Coast. Dotarła tam do trzeciej rundy, w której przegrała z Jarmilą Gajdošovą w trzech setach. Odpadła także w eliminacjach Australian Open 2006, przegrywając z Wiktoryję Azarankę.
W pierwszej rundzie eliminacji do Indian Wells, Lepchenko rozgromiła Tamarine Tanasugarn, oddając jej zaledwie jednego gema. W kolejnym meczu przegrała z Chinką Yuan Meng 4:6, 6:2, 7:5. Lepchenko zagrała w turnieju głównym podczas Sony Ericsson Open. Po przejściu kwalifikacji przegrała z Zheng Jie w dwóch setach.
W kwietniu Lepchenko zagrała w finale turnieju ITF w Dothan. W finale uległa jednak Julianie Fedak 6:4, 4:6, 2:6. W czerwcu Lepchenko wygrała 2 turnieje – w Allentown i College Park. Po tych turniejach Lepchenko pierwszy raz w karierze została sklasyfikowana w pierwszej setce rankingu WTA.
Ranking pozwolił Lepchenko na start w turnieju głównym w Cincinnati. Tam po pokonaniu w pierwszej rundzie Natalie Grandin, przegrała w swoim drugim meczu z Wierą Zwonariową 6:0, 6:2. Lepchenko zagrała także w Montrealu. W kwalifikacjach pokonała Miho Saeki oraz Wierę Duszewinę. W turnieju głównym przegrała z Szachar Pe’er 4:6, 4:6. Lepchenko przeszła także kwalifikacje US Open 2006. W pierwszej rundzie turnieju głównego pokonała Catalinę Castano. W drugiej rundzie zaś uległa Marion Bartoli 1:6, 2:6.

### 2007
Pierwszym turniejem Lepchenko w roku 2007 była impreza w Gold Coast. W pierwszej rundzie kwalifikacji pokonała ją Wiktorija Kutuzowa 6:1, 3:6, 1:6. W pierwszej rundzie Australian Open Lepchenko nie dała rady Agnieszce Radwańskiej, z którą przegrała w trzech setach.
W Charleston Lepchenko po przejściu kwalifikacji przegrała w pierwszej rundzie turnieju głównego z Nicole Pratt 6:2, 2:6, 2:6.
Lepchenko nie poradziła sobie także podczas French Open oraz Wimbledonu. W obu turniejach odpadła już na samym początku.
Dwa tygodnie po Wimbledonie Lepchenko wygrała kolejny tytuł cyklu ITF, tym razem w Bostonie. Pokonałam w finale Kelly Liggan, która przy stanie 0:5 w trzecim secie skreczowała.
W Toronto Lepchenko kolejny raz przeszła kwalifikacje, w których pokonała Angelique Kerber oraz Cipporę Obziler. W turnieju głównym uległa Lucie Šafářovej 4:6, 7:6(2), 1:6. Nie przeszła kwalifikacji US Open.
W październiku Lepchenko po raz kolejny zagrała w finale imprezy ITF. Tym razem przegrała z Melindą Czink 1:6, 6:2, 4:6.
Rok 2007 Lepchenko zakończyła na 141. pozycji w rankingu.

### 2008
Z powodu kontuzji Lepchenko opuściła początek sezonu, w tym Australian Open. Zagrała dopiero w turnieju ITF w Mildura, gdzie w pierwszej rundzie przegrała z Anastasiją Piwowarową 2:6, 2:6. Podczas turnieju w Memphis Lepchenko odpadła w drugiej rundzie kwalifikacji. W deblu zaś, w parze z Jewgieniją Rodiną dotarły do półfinału. Amerykanka ponownie awansowała do turnieju głównego w Charleston. Tam w pierwszej rundzie przegrała z Jill Craybas 2:6, 2:6.
Lepchenko ponownie zaliczyła finał w Dothan. Po pokonaniu Samanthy Stosur, przegrała w finale z Bethanie Mattek-Sands 2:6, 6:7(3).
Lepchenko grała w turnieju głównym w Barcelonie. W drugiej rundzie odpadła po meczu z Sarą Errani 4:6, 5:7.
Lepchenko nie przeszła kwalifikacji do Wimbledonu i US Open.
Pod koniec września Lepchenko wygrała turniej w Ashland. Tam w finale pokonała Carly Gullickson 5:7, 6:0, 6:2. Dwa tygodnie później zagrała w kolejnym finale turnieju ITF. W Pittsburghu przegrała z Melindą Czink 2:6, 6:3, 1:6.
Lepchenko awansowała także do turnieju głównego imprezy w Québec. W pierwszym meczu pokonała Rossane de los Ríos, zaś w kolejnym spotkaniu przegrała z Nadieżdą Pietrową 2:6, 4:6.
Na koniec 2008 roku Lepchenko została sklasyfikowana na pozycji numer 125.

### 2009
Rok 2009 Amerykanka rozpoczęła od turnieju w Sydney. Tam w pierwszej rundzie kwalifikacji przegrała z Karin Knapp. Po raz kolejny Lepchenko nie awansowała do turnieju głównego Australian Open. W ostatniej rundzie eliminacji przegrała z Sesił Karatanczewą 4:6, 0:6.
Lepchenko awansowała do turnieju głównego w Indian Wells. Tam przegrała w pierwszej rundzie. W Ponte Vedra Beach po przejściu kwalifikacji dotarła do drugiej rundy. W pierwszym meczu turnieju głównego pokonała Patty Schnyder 6:2, 6:0. W kolejnym meczu przegrała z Tamirą Paszek 3:6, 6:3, 6:4. Tydzień później zagrała w Family Circle Cup. Pokonała tam Galinę Woskobojewą 6:1, 6:3, oraz Shenay Perry 6:2, 6:3, po czym przegrała w trzeciej rundzie z Jeleną Diemientjewą 1:6, 1:6. Amerykanka doszła do drugiej rundy turnieju w Madrycie.
W pierwszej rundzie French Open Lepchenko przegrała z Ałłą Kudriawcewą 3:6, 3:6.
W lipcu Lepchenko zagrała w finale w Cueno. Tam przegrała z Poloną Hercog.
Na sam koniec 2009 roku Lepchenko wygrała turniej w Phoenix. W finale pokonała Sachę Jones 0:6, 0:6.

### 2010
Pierwszym turniejem Lepchenko w 2010 roku był wielkoszlemowy Australian Open. Tam w pierwszej rundzie Amerykanka przegrała z Albertą Brianti. W Ponte Vedra Beach Lepchenko obroniła punkty z zeszłego roku i awansowała do ćwierćfinału. Tam uległa Oldze Goworcowej.
Podczas French Open Lepchenko w pierwszej rundzie pokonała Christinę McHale 7:5, 6:3. Amerykanka odpadła w kolejnym meczu.
W czerwcu Lepchenko wygrała swój peirwszy mecz w turnieju głównym na Wimbledonie. W drugiej rudnzie przegrała z Aloną Bondarenko.

## Zmiana obywatelstwa
We wrześniu 2007, za przyzwoleniem organizacji WTA, Lepchenko zaczęła reprezentować Stany Zjednoczone w międzynarodowych rozgrywkach. Tenisistka i jej rodzina otrzymali azyl polityczny w USA, gdyż ze względu na rosyjsko–ukraińskie pochodzenie byli obiektem prześladowań. 22 września 2011 otrzymała oficjalnie obywatelstwo amerykańskie.

## Historia występów wielkoszlemowych
Legenda
     W, wygrany turniej
     F, przegrana w finale
     SF, przegrana w półfinale
     QF, przegrana w ćwierćfinale
     xR, przegrana w x rundzie
     Qx, przegrana w x rundzie kwalifikacji
     A, brak startu
     NH, turniej nie odbył się

### Występy w grze pojedynczej
| Turniej                | 2000 | 2001 | 2002 | 2003 | 2004 | 2005 | 2006 | 2007 | 2008 | 2009 | 2010 | 2011 | 2012 | 2013 | 2014 | 2015 | 2016 | 2017 | 2018 | 2019 | 2020 | 2021 | 2022 | 2023 | 2024 | 2025 | Tytuły | Z–P     |
| ---------------------- | ---- | ---- | ---- | ---- | ---- | ---- | ---- | ---- | ---- | ---- | ---- | ---- | ---- | ---- | ---- | ---- | ---- | ---- | ---- | ---- | ---- | ---- | ---- | ---- | ---- | ---- | ------ | ------- |
| Australian Open        | A    | A    | A    | A    | A    | A    | Q2   | 1R   | A    | Q3   | 1R   | 1R   | 1R   | 2R   | 2R   | 3R   | 3R   | 2R   | 1R   | 1R   | Q2   | Q3   | A    | A    | A    | Q3   | 0 / 11 | 7 – 11  |
| French Open            | A    | A    | A    | A    | A    | A    | A    | 1R   | Q1   | 1R   | 2R   | 2R   | 4R   | 3R   | 2R   | 1R   | 1R   | 2R   | 1R   | 1R   | 1R   | 2R   | A    | A    | A    |      | 0 / 14 | 10 – 14 |
| Wimbledon              | A    | A    | A    | A    | A    | A    | A    | 1R   | Q1   | Q2   | 2R   | 1R   | 3R   | 1R   | 2R   | 1R   | 2R   | 2R   | 1R   | Q2   | NH   | Q3   | A    | A    | Q2   |      | 0 / 10 | 6 – 10  |
| US Open                | A    | A    | A    | A    | A    | Q1   | 2R   | Q2   | Q2   | 1R   | Q2   | 1R   | 3R   | 1R   | 3R   | 4R   | 3R   | 1R   | A    | 1R   | A    | A    | A    | A    | 2R   |      | 0 / 11 | 11 – 11 |
|                        |      |      |      |      |      |      |      |      |      |      |      |      |      |      |      |      |      |      |      |      |      |      |      |      |      |      |        |         |
| Ranking na koniec roku | –    | –    | 606  | 517  | 230  | 131  | 93   | 141  | 125  | 114  | 79   | 110  | 21   | 53   | 36   | 46   | 87   | 62   | 129  | 170  | 181  | 125  | –    | 318  | 143  |      | 0 / 46 | 34 – 46 |

### Występy w grze podwójnej
| Turniej                | 2000 | 2001 | 2002 | 2003 | 2004 | 2005 | 2006 | 2007 | 2008 | 2009 | 2010 | 2011 | 2012 | 2013 | 2014 | 2015 | 2016 | 2017 | 2018 | 2019 | 2020 | 2021 | 2022 | 2023 | 2024 | 2025 | Tytuły | Z–P     |
| ---------------------- | ---- | ---- | ---- | ---- | ---- | ---- | ---- | ---- | ---- | ---- | ---- | ---- | ---- | ---- | ---- | ---- | ---- | ---- | ---- | ---- | ---- | ---- | ---- | ---- | ---- | ---- | ------ | ------- |
| Australian Open        | A    | A    | A    | A    | A    | A    | A    | 1R   | A    | A    | A    | 1R   | A    | SF   | 2R   | 1R   | 2R   | A    | 2R   | A    | A    | A    | A    | A    | A    | A    | 0 / 7  | 7 – 7   |
| French Open            | A    | A    | A    | A    | A    | A    | A    | A    | A    | A    | A    | 1R   | 1R   | QF   | 1R   | 2R   | 1R   | 1R   | A    | A    | A    | A    | A    | A    | A    |      | 0 / 7  | 4 – 7   |
| Wimbledon              | A    | A    | A    | A    | A    | A    | A    | A    | A    | A    | A    | 1R   | 2R   | 2R   | 1R   | 1R   | 1R   | 1R   | A    | A    | NH   | A    | A    | A    | A    |      | 0 / 7  | 2 – 7   |
| US Open                | A    | A    | A    | A    | A    | A    | A    | A    | A    | A    | A    | 1R   | 1R   | 2R   | 2R   | 1R   | 1R   | 1R   | 1R   | A    | A    | A    | A    | A    | A    |      | 0 / 8  | 2 – 8   |
|                        |      |      |      |      |      |      |      |      |      |      |      |      |      |      |      |      |      |      |      |      |      |      |      |      |      |      |        |         |
| Ranking na koniec roku | –    | –    | 931  | 275  | 412  | 377  | 149  | 196  | 227  | 426  | 829  | 418  | 161  | 43   | 151  | 322  | 333  | 296  | 403  | 1410 | 823  | 788  | –    | 949  | 589  |      | 0 / 29 | 15 – 29 |

### Występy w grze mieszanej
| Turniej         | 2000 | 2001 | 2002 | 2003 | 2004 | 2005 | 2006 | 2007 | 2008 | 2009 | 2010 | 2011 | 2012 | 2013 | 2014 | 2015 | 2016 | 2017 | 2018 | 2019 | 2020 | 2021 | 2022 | 2023 | 2024 | 2025 | Tytuły | Z–P   |
| --------------- | ---- | ---- | ---- | ---- | ---- | ---- | ---- | ---- | ---- | ---- | ---- | ---- | ---- | ---- | ---- | ---- | ---- | ---- | ---- | ---- | ---- | ---- | ---- | ---- | ---- | ---- | ------ | ----- |
| Australian Open | A    | A    | A    | A    | A    | A    | A    | A    | A    | A    | A    | A    | A    | A    | A    | A    | A    | A    | A    | A    | A    | A    | A    | A    | A    | A    | 0 / 0  | 0 – 0 |
| French Open     | A    | A    | A    | A    | A    | A    | A    | A    | A    | A    | A    | A    | A    | A    | A    | A    | A    | A    | A    | A    | NH   | A    | A    | A    | A    |      | 0 / 0  | 0 – 0 |
| Wimbledon       | A    | A    | A    | A    | A    | A    | A    | A    | A    | A    | A    | A    | 1R   | A    | A    | A    | A    | A    | A    | A    | NH   | A    | A    | A    | A    |      | 0 / 1  | 0 – 1 |
| US Open         | A    | A    | A    | A    | A    | A    | A    | A    | A    | A    | A    | A    | 2R   | A    | A    | A    | A    | A    | A    | A    | NH   | A    | A    | A    | A    |      | 0 / 1  | 1 – 1 |
|                 |      |      |      |      |      |      |      |      |      |      |      |      |      |      |      |      |      |      |      |      |      |      |      |      |      |      |        |       |
|                 |      |      |      |      |      |      |      |      |      |      |      |      |      |      |      |      |      |      |      |      |      |      |      |      |      |      | 0 / 2  | 1 – 2 |

## Finały turniejów WTA
| Legenda                     | Legenda |
| --------------------------- | ------- |
| Wielki Szlem                |         |
| Igrzyska olimpijskie        |         |
| WTA Tour Championships      |         |
| 2009 – 2020                 |         |
| WTA Premier Mandatory       |         |
| WTA Premier 5               |         |
| WTA Premier                 |         |
| WTA International Series    |         |
| WTA 125K series (2012–2020) |         |
| od 2021                     |         |
| WTA 1000 (obowiązkowe)      |         |
| WTA 1000 (nieobowiązkowe)   |         |
| WTA 500                     |         |
| WTA 250                     |         |
| WTA 125                     |         |

### Gra pojedyncza 1 (0–1)
| Końcowy wynik | Nr | Data             | Turniej | Nawierzchnia | Przeciwniczka     | Wynik finału     |
| ------------- | -- | ---------------- | ------- | ------------ | ----------------- | ---------------- |
| Finalistka    | 1. | 21 września 2014 | Seul    | Twarda       | Karolína Plíšková | 3:6, 7:6(5), 2:6 |

## Finały turniejów WTA 125

### Gra pojedyncza 1 (1–0)
| Końcowy wynik | Nr | Data            | Turniej    | Nawierzchnia | Przeciwniczka | Wynik finału     |
| ------------- | -- | --------------- | ---------- | ------------ | ------------- | ---------------- |
| Zwyciężczyni  | 1. | 1 sierpnia 2021 | Charleston | Ceglana      | Jamie Loeb    | 7:6(4), 4:6, 6:4 |

## Wygrane turnieje rangi ITF
| turnieje z pulą nagród 100 000 $   |
| turnieje z pulą nagród 75/80 000 $ |
| turnieje z pulą nagród 50/60 000 $ |
| turnieje z pulą nagród 25 000 $    |
| turnieje z pulą nagród 15 000 $    |
| turnieje z pulą nagród 10 000 $    |

### Gra pojedyncza
|     | Data       | Turniej      | Kat. | ($)    | Naw.   | Finalistka           | Wynik               |
| 1.  | 17/04/2005 | Jackson      | ITF  | 25 000 | ziemna | Asha Rolle           | 6:3, 6:2            |
| 2.  | 12/06/2005 | Allentown    | ITF  | 25 000 | twarda | Lindsay Lee-Waters   | 7:6, 6:4            |
| 3.  | 18/06/2006 | Allentown    | ITF  | 25 000 | twarda | Carly Gullickson     | 6:1, 6:4            |
| 4.  | 09/07/2006 | College Park | ITF  | 75 000 | twarda | Camille Pin          | 6:3, 7:5            |
| 5.  | 15/07/2007 | Boston       | ITF  | 50 000 | twarda | Kelly Liggan         | 6:3, 5:7, 5:0 krecz |
| 6.  | 28/09/2008 | Ashland      | ITF  | 50 000 | twarda | Carly Gullickson     | 5:7, 6:0, 6:2       |
| 7.  | 15/11/2009 | Phoenix      | ITF  | 50 000 | twarda | Sacha Jones          | 6:0, 6:0            |
| 8.  | 03/10/2010 | Las Vegas    | ITF  | 50 000 | twarda | Sorana Cîrstea       | 6:2, 6:2            |
| 9.  | 07/11/2010 | Grapevine    | ITF  | 50 000 | twarda | Jamie Hampton        | 7:6, 6:4            |
| 10. | 14/11/2010 | Phoenix      | ITF  | 75 000 | twarda | Melanie Oudin        | 6:3, 7:6            |
| 11. | 09/10/2011 | Kansas City  | ITF  | 50 000 | twarda | Romina Oprandi       | 6:4, 6:1            |
| 12. | 28/10/2018 | Macon        | ITF  | 80 000 | twarda | Verónica Cepede Royg | 6:4, 6:4            |
| 13. | 28/02/2021 | Boca Raton   | ITF  | 25 000 | twarda | Claire Liu           | 3:6, 6:4, 6:0       |

### Gra podwójna
|    | Data       | Turniej            | Kat. | ($)    | Naw.   | Partnerka       | Finalistki                   | Wynik         |
| 1. | 31/05/2004 | Hilton Head Island | ITF  | 10 000 | twarda | Cory-Ann Avants | Tanner Cochran Jaslyn Hewitt | 6:2, 3:6, 6:3 |